# Manuel Ojeda
Manuel Salvador Ojeda Armenta (La Paz, 4 novembre 1940 – Dublino, 11 agosto 2022) è stato un attore messicano.

## Biografia
Nacque a La Paz, Bassa California del Sud. Studiò all'Accademia di belle arti e iniziò la sua carriera in teatro, per poi divenire tra i più attivi protagonisti della televisione e del cinema in Messico. 
Interpretò il ruolo del malvagio Zolo nel film hollywoodiano All'inseguimento della pietra verde (1984).
È morto l'11 agosto 2022, a 81 anni, per una malattia epatica. 

## Filmografia parziale
- La Casa del Sur (1975)
- Canoa (Canoa: memoria de un hecho vergonzoso) (1976)
- El apando (1976)
- La pasión según Berenice (1976)
- Las Poquianchis (1976)
- El elegido (1977)
- El mar (1977)
- Matinée (1977)
- Amor libre (1979)
- Io, grande cacciatore (1979)
- Ghiaccio verde (1981)
- La leyenda de Rodrígo (1981)
- El Infierno de todos tan temidol (1981)
- Fuego en el mar (1981)
- Ora sí tenemos que ganar (1981)
- Mariana, il diritto di nascere (El derecho de nacer) (1981) – serie TV
- El caballito volador (1982)
- Un hombre llamado el diablo (1983)
- Noche de carnaval (1984)
- El corazón de la noche (1984)
- All'inseguimento della pietra verde (Romancing the Stone), regia di Robert Zemeckis (1984)
- El tonto que hacía milagros (1984)
- Luna caliente (1985)
- Il segreto (De pura sangre) - serie TV (1986)
- El maleficio II (1986)
- Al filo de la ley: Misión rescate (1986)
- La mujer policía (1987)
- Muelle rojo (1987)
- Los confines (1987)
- Reto a la vida (1988)
- Furia en la sangre (1988)
- Un lugar en el sol (1989)
- El hijo de Lamberto Quintero (1990)
- El extensionista (1991)
- Triste recuerdo (1991)
- Mí querido viejo (1991)
- Octagon y Atlantis, la revancha (1992)
- Mi querido Tom Mix (1992)
- En medio de la nada (1993)
- Terminator dall'inferno (El hombre de blanco), regia di René Cardona Jr. (1994)
- La señorita (1994)
- Amorosos fantasmas (1994)
- Amor que mata (1994)
- Las pasiones del poder (1994)
- Tierra de tempestades (1995)
- Tiempo de muerte 2 (1995)
- Ocho maldidos (1995)
- Bajo la mirada de Dios (1995)
- Salón México (1996)
- Sangre de indio (1996)
- Perversión (1996)
- Loca academia de modelos (1996)
- Carga blanca (1997)
- El Güero Estrada (1997)
- Reencuentros (1997)
- Fuga de Almoloya (1997)
- Operativo Camaleon (1997)
- Me llaman Mandrina (1997)
- Asesino misterioso (1997)
- La operación pesada (1998)
- Fuera de la ley (1998)
- Luces de la noche (1998)
- El Cometa (1999)
- La ley de Herodes (1999)
- Figli del vento (Hijos del viento) (2000)
- Entre la tarde y la noche (2000)
- Espejo retrovisor (2002)
- La diosa del mar (2005)
- Tormenta en el paraíso (2007-2008)
- Llamando a un ángel (2008)
- Verano de amor (2009)
- Mujeres asesinas (2009)
- Que te perdone Dios - serie TV (2015)

## Riconoscimenti
- Premio Ariel
  - 1980 – Miglior attore per El infierno de todos tan temido e Fuego en el mar[3]